# Fiskebäck, Göteborg

Fiskebäck marina

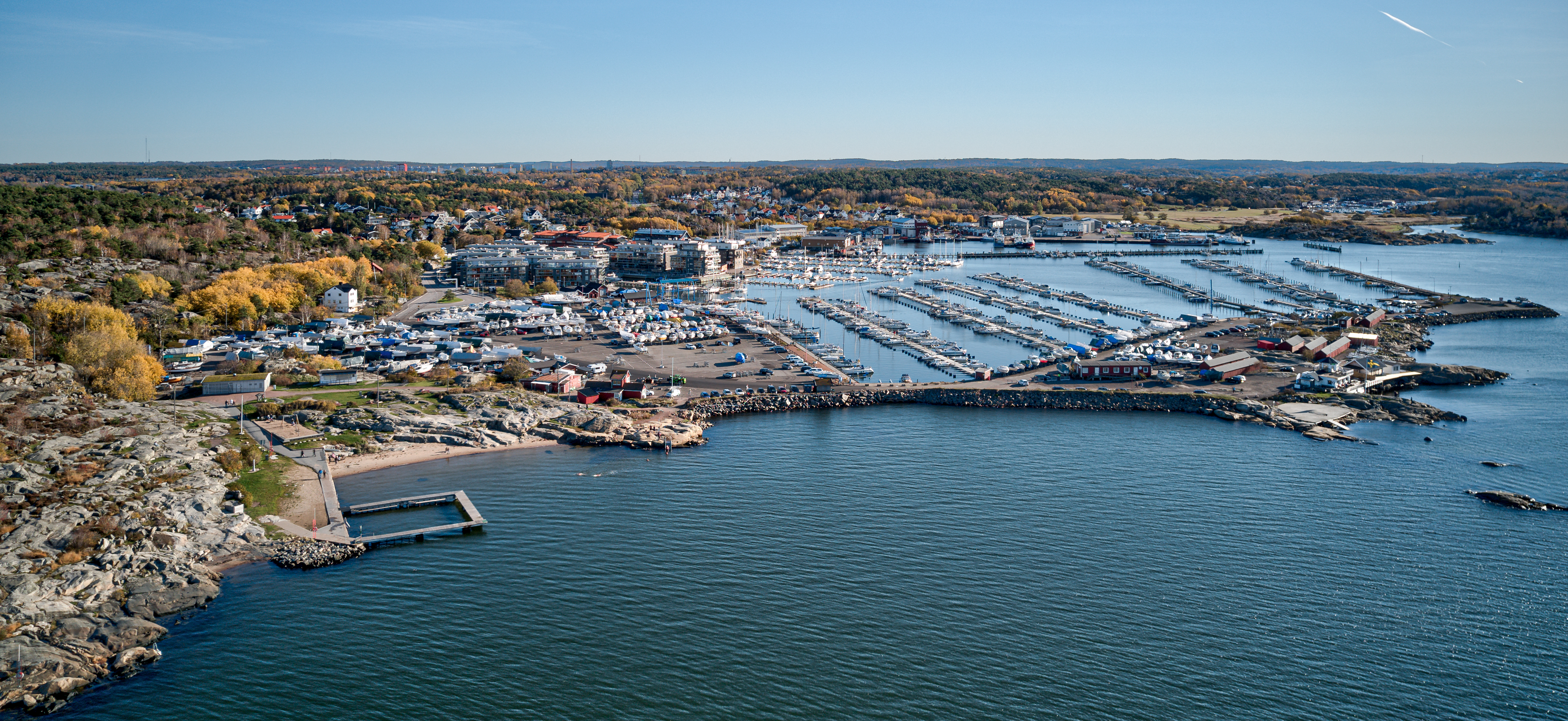
Hamnområdet med badplatsen till vänster, småbåtshamnen till höger och fiskehamnen bortanför småbåtarna

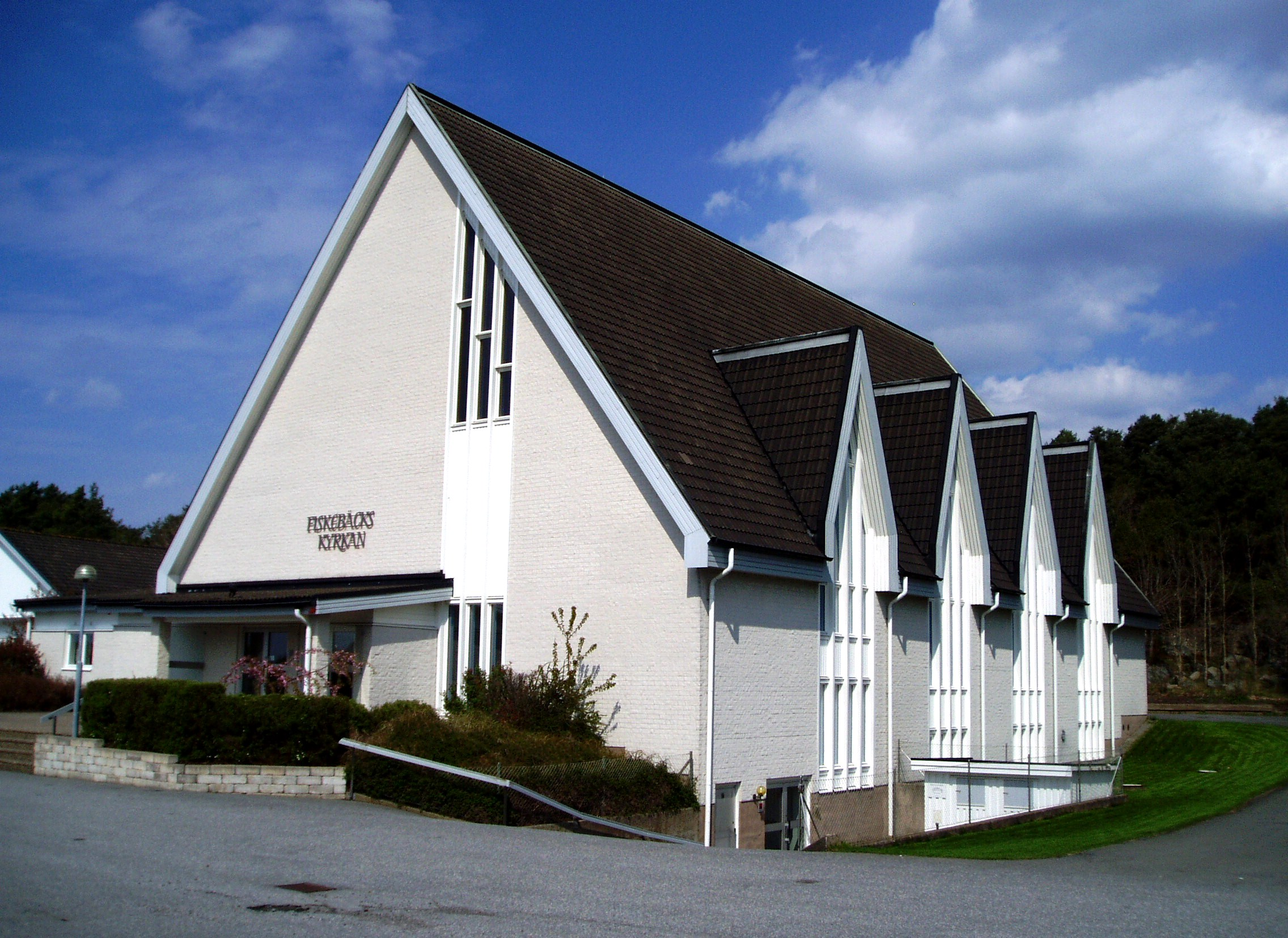
Fiskebäckskyrkan

Fiskebäck är en stadsdel och ett primärområde i stadsområde Sydväst i Göteborgs kommun. Den gränsar till havet vid Göteborgs södra skärgård, och gränsar i norr till Hinsholmen/Långedrag, i nordost till Påvelund, och i söder till Bratthammar/Högen/Önnered. Stadsdelen har en areal på 561 hektar.

## Ortnamnet
Namnet Fiskebäck förekommer i skriftliga källor första gången 1550 i namnformen Fiskebäch, vidare Fiæskebeck 1565, Feskebeck 1576 med betydelsen bäcken där man fiskar. Bäcken är numera kulverterad, och rinner nästan parallellt med Stora Fiskebäcksvägen ut mot havet.

## Bebyggelse
Bebyggelsen i Fiskebäck består idag nästan uteslutande av villor och radhus samt enstaka äldre byggnader. Från början fanns det två bebyggda områden: Södra Fiskebäck (Sörgån') och Norra Fiskebäck (Nole Fiskebäck). Södra Fiskebäck kom senare att heta Lilla Fiskebäck. Troligen är bebyggelsen i norr (Stora Fiskebäck) äldst och Lilla Fiskebäcks tillblivelse ett tecken på utökad uppodling men även att fisket ökade i betydelse vid Fiskebäckens mynning. Ur detta uppstod i början av 1500-talet tre byar, från söder till norr; Lilla Fiskebäck, Fiskebäcks Mellangård och Stora Fiskebäck.
Fiskebäckskyrkan är en frikyrka som tillhör Svenska Alliansmissionen.

## Hamnen och fisket
Den moderna fiskehamnen tillkom på 1950-talet genom utfyllning med rivningsmassor från Majorna. Fiskebäck är Sveriges största fiskeläge och fiskarfamiljerna är numera också i flera fall redare. I hamnen finns en isfabrik och en nätfabrik i falurött, som ritades på 1960-talet av arkitekten Voldemars Vasilis.

## Småbåtshamn och bad
För filuftslivet finns en stor småbåtshamn med varv och marinbutiker och därintill ligger Fiskebäcksbadet. 

## Utbildning
Fiskebäcksskolan, som tillkom 1974 och byggdes till på 2000-talet, ligger mitt i ett långsträckt område med radhus och atriumhus längs Fiskebäcksvägen. 

## Fornminnen
Ovanför badplatsen finns omfattande rösen och stensättningar, som Fiskebäcks vale.

## Nyckeltal

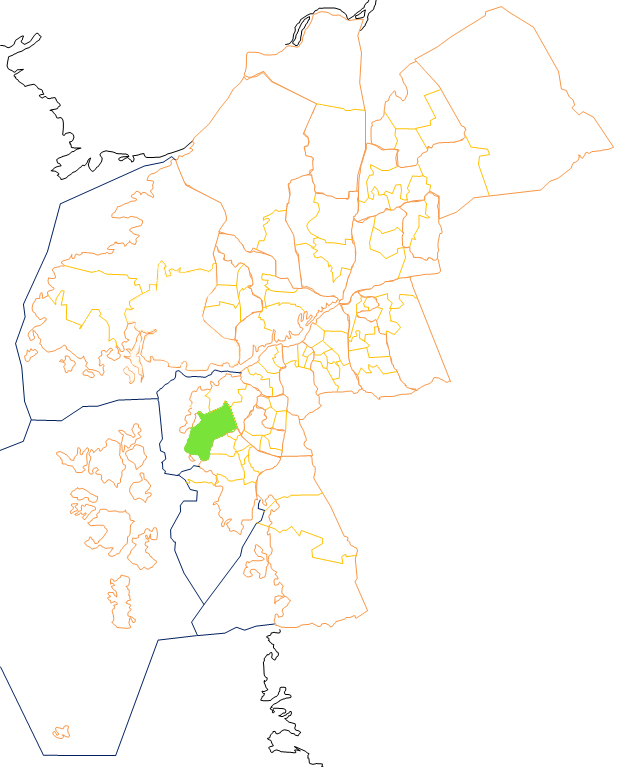
Fiskebäck

Nyckeltalen redovisar statistik som beskriver Göteborg och dess 96 delområden, primärområden, per den 31 december och kan användas för att jämföra de olika områdena. Nedan redovisas uppgifter för primärområdet och jämförelse görs mot uppgifterna för hela kommunen.
|                                                           | Fiskebäck  | Hela Göteborg |
| --------------------------------------------------------- | ---------- | ------------- |
| Folkmängd                                                 | 7 500      | 587 549       |
| Befolkningsförändring 2020–2021                           | -86        | +4 493        |
| Andel födda i utlandet                                    | 8,3 %      | 28,3 %        |
| Andel utrikes födda eller med två utrikes födda föräldrar | 10,7 %     | 38,1 %        |
| Medelinkomst                                              | 463 900 kr | 332 400 kr    |
| Arbetslöshet                                              | 1,7 %      | 6,6 %         |
| Antal ersatta dagar från F-kassan per person (16-64 år)   | 11.3       | 19,5          |
| Andel med eftergymnasial utbildning (minst 3 år)          | 51,6 %     | 37,9 %        |
| Andel bostäder byggda 1971–1980                           | 41,2 %     |               |
| Andel bostäder i allmännyttan                             | 0,0 %      | 25,9 %        |
| Antal färdigställda bostäder 2021                         | 6          |               |
| Andel bostäder i småhus                                   | 86,3 %     | 18,3 %        |

## Stadsområdes- och stadsdelsnämndstillhörighet
Primärområdet tillhörde fram till årsskiftet 2020/2021 stadsdelsnämndsområdet Västra Göteborg och ingår sedan den 1 januari 2021 i stadsområde Sydväst.